# Волнат-Крік
Волнат-Крік (англ. Walnut Creek) — місто (англ. city) в США, в окрузі Контра-Коста агломерації Область затоки Сан-Франциско штату Каліфорнія. Населення — 70 127 осіб (2020).

## Географія
Волнат-Крік розташований за 37 км (23 милі) на схід від Сан-Франциско і за 26 км (16 миль) від міста Окленд, за координатами 37°54′10″ пн. ш. 122°2′26″ зх. д. / 37.90278° пн. ш. 122.04056° зх. д. (37.902666, -122.040479).  За даними Бюро перепису населення США в 2010 році місто мало площу 51,20 км², з яких 51,17 км² — суходіл та 0,03 км² — водойми.

### Клімат
| Клімат : Волнат-Крік    | Клімат : Волнат-Крік | Клімат : Волнат-Крік | Клімат : Волнат-Крік | Клімат : Волнат-Крік | Клімат : Волнат-Крік | Клімат : Волнат-Крік | Клімат : Волнат-Крік | Клімат : Волнат-Крік | Клімат : Волнат-Крік | Клімат : Волнат-Крік | Клімат : Волнат-Крік | Клімат : Волнат-Крік | Клімат : Волнат-Крік |
| Показник                | Січ.                 | Лют.                 | Бер.                 | Квіт.                | Трав.                | Черв.                | Лип.                 | Серп.                | Вер.                 | Жовт.                | Лист.                | Груд.                | Рік                  |
| Абсолютний максимум, °C | 26,7                 | 28,3                 | 36,1                 | 34,4                 | 39,4                 | 42,8                 | 46,1                 | 44,4                 | 45,6                 | 38,3                 | 31,7                 | 24,4                 | 46,1                 |
| Середній максимум, °C   | 12,8                 | 16,1                 | 18,3                 | 21,7                 | 24,4                 | 28,3                 | 31,1                 | 30,6                 | 28,9                 | 25,0                 | 18,9                 | 13,3                 | 22,5                 |
| Середній мінімум, °C    | 2,2                  | 3,3                  | 4,4                  | 6,1                  | 8,3                  | 11,1                 | 12,2                 | 12,2                 | 11,1                 | 7,8                  | 5,0                  | 2,8                  | 7,2                  |
| Абсолютний мінімум, °C  | −8,3                 | −6,1                 | −4,4                 | −2,2                 | 0,0                  | 1,1                  | 3,3                  | 5,0                  | 2,2                  | −2,8                 | −5                   | −7,8                 | −8,3                 |
| Норма опадів, мм        | 115                  | 92                   | 63                   | 35                   | 14                   | 4                    | 0                    | 1                    | 6                    | 27                   | 57                   | 97                   | 511                  |
| Днів з опадами          | 10                   | 9                    | 8                    | 5                    | 3                    | 1                    | 0                    | 0                    | 1                    | 3                    | 6                    | 9                    | 53                   |
| ----------------------- | -------------------- | -------------------- | -------------------- | -------------------- | -------------------- | -------------------- | -------------------- | -------------------- | -------------------- | -------------------- | -------------------- | -------------------- | -------------------- |
| Джерело:                |                      |                      |                      |                      |                      |                      |                      |                      |                      |                      |                      |                      |                      |

## Демографія
Згідно з переписом 2010 року, у місті мешкали 64 173 особи в 30 443 домогосподарствах у складі 16 220 родин. Густота населення становила 1253 особи/км².  Було 32681 помешкання (638/км²).
Расовий склад населення:
| - 78,7 % — білих - 12,5 % — азіатів - 1,6 % — чорних або афроамериканців - 0,2 % — вихідців з тихоокеанських островів - 0,2 % — корінних американців - 2,5 % — осіб інших рас |

До двох чи більше рас належало 4,2 %. Частка іспаномовних становила 8,6 % від усіх жителів.
За віковим діапазоном населення розподілялося таким чином: 16,7 % — особи молодші 18 років, 56,7 % — особи у віці 18—64 років, 26,6 % — особи у віці 65 років та старші. Медіана віку мешканця становила 47,9 року. На 100 осіб жіночої статі у місті припадало 86,4 чоловіків;  на 100 жінок у віці від 18 років та старших — 83,0 чоловіків також старших 18 років.
Середній дохід на одне домашнє господарство  становив 113 969 доларів США (медіана — 82 120), а середній дохід на одну сім'ю — 147 384 долари (медіана — 116 350). Медіана доходів становила 92 895 доларів для чоловіків та 66 810 доларів для жінок. За межею бідності перебувало 5,9 % осіб, у тому числі 5,8 % дітей у віці до 18 років та 4,6 % осіб у віці 65 років та старших.
Цивільне працевлаштоване населення становило 30 580 осіб. Основні галузі зайнятості: освіта, охорона здоров'я та соціальна допомога — 21,9 %, науковці, спеціалісти, менеджери — 18,1 %, фінанси, страхування та нерухомість — 12,6 %, роздрібна торгівля — 8,9 %.

## Міста-побратими
- Шіофок, Угорщина